# باولو سيزار دي سوزا
باولو سيزار دي سوزا (بالبرتغالية: Paulo César de Souza‏) هو لاعب كرة قدم برازيلي في مركز الوسط، ولد في 16 فبراير 1979 في كاكسياس دو سول في البرازيل. لعب مع جونبك هيونداي موتورز ونادي إنترناسيونال ونادي جوفنتودي ونادي ساو كايتانو ونادي فيغورينسي ونادي كريسيوما.

## وصلات خارجية
- باولو سيزار دي سوزا على موقع دوري كوريا الجنوبية (الإنجليزية)
- باولو سيزار دي سوزا على موقع قاعدة بيانات كرة القدم.إي يو (الإنجليزية)